# Кубок світу з тріатлону 2011

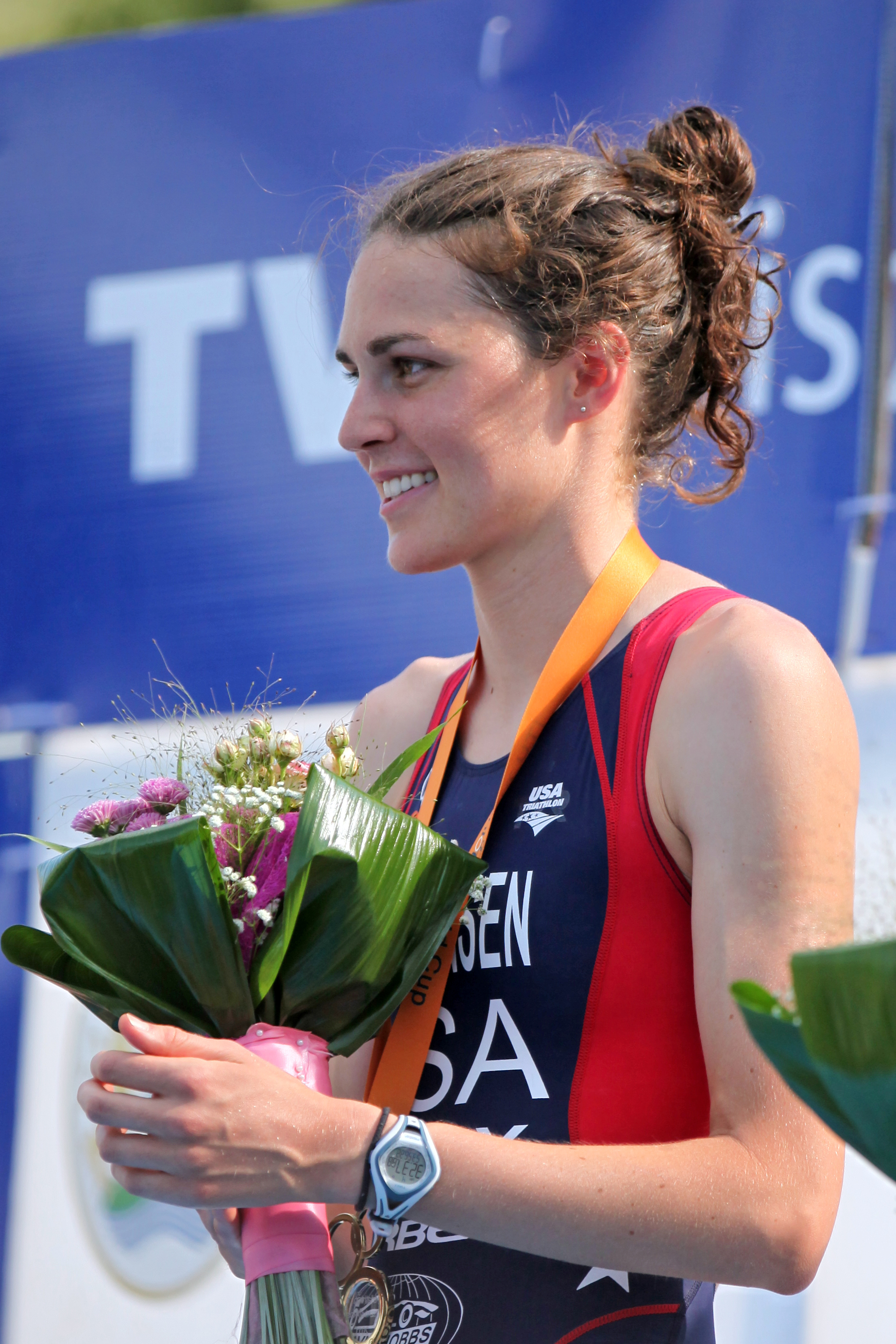
Гвен Йоргенсен — переможниця турніру в Тисауйвароші.

Кубок світу з тріатлону в 2011 році складався з дев'яти окремих турнірів. Їх організатором була Міжнародна федерація тріатлону. Сім перших турнірів пройшли на олімпійській дистанції (плавання — 1,5 км, велогонка — 40 км і біг — 10 км), а два останніх — на вдвічі коротшій спринтерській. Останній старт в Окленді називався гранд-фіналом, аналогічно з завершальним туром Всесвітньої чемпіонської серії.

## Календар
| Дата         | Місто       | Країна         | Призовий фонд (долари США) |
| ------------ | ----------- | -------------- | -------------------------- |
| 27 березня   | Мулулаба    | Австралія      | 50000                      |
| 27 квітня    | Ішігакі     | Японія         | 50000                      |
| 8 травня     | Монтеррей   | Мексика        | 50000                      |
| 10 липня     | Едмонтон    | Канада         | 50000                      |
| 14 серпня    | Тисауйварош | Угорщина       | 50000                      |
| 9 жовтня     | Уатулько    | Мексика        | 50000                      |
| 15 жовтня    | Тхоньєн     | Південна Корея | 50000                      |
| 6 листопада  | Гуатапе     | Колумбія       | 50000                      |
| 20 листопада | Окленд      | Нова Зеландія  | 50000                      |

- Через дощ організатори турніру вирішили скоротити дистанцію в Гуатапе з олімпійської до спринтерської[3]

## Чоловіки
| Місто       | Золото            | Срібло            | Бронза        |
| ----------- | ----------------- | ----------------- | ------------- |
| Мулулаба    | Бред Калефельдт   | Брендан Секстон   | Давид Осс     |
| Ішігакі     | Гантер Кемпер     | Артем Парієнко    | Марек Ясколка |
| Монтеррей   | Брендан Секстон   | Фредерік Белобре  | Гантер Кемпер |
| Едмонтон    | Бівен Докерті     | Орельєн Лескур    | Гантер Кемпер |
| Тисауйварош | Брент Макмаон     | Аарон Гарріс      | Акош Ванек    |
| Уатулько    | Метт Шработ       | Річард Мюррей     | Бруно Пайс    |
| Тхоньєн     | Дмитро Полянський | Хосе Мігель Перес | Сімон Де Куйп |
| Гуатапе     | Етьєнн Діманш     | Крісанто Грахалес | Тоні Муле     |
| Окленд      | Кріс Джеммелл     | Бівен Докерті     | Раян Фішер    |

## Жінки
| Місто       | Золото            | Срібло             | Бронза              |
| ----------- | ----------------- | ------------------ | ------------------- |
| Мулулаба    | Нікі Семюелс      | Емма Моффатт       | Барбара Ріверос     |
| Ішігакі     | Барбара Ріверос   | Ейлін Моррісон     | Кійомі Нівата       |
| Монтеррей   | Сара Гаскінс      | Ай Уеда            | Анне Гауг           |
| Едмонтон    | Ешлі Джентлі      | Матея Шимич        | Ліза Пертерер       |
| Тисауйварош | Гвен Йоргенсен    | Аннамарія Маццетті | Ірина Абисова       |
| Уатулько    | Юрі Іде           | Аннамарія Маццетті | Марина Дамлаймкоурт |
| Тхоньєн     | Джессіка Гаррісон | Ейлін Моррісон     | Сурінє Родрігес     |
| Гуатапе     | Кароль Пеон       | Томоко Сакімото    | Сурінє Родрігес     |
| Окленд      | Андреа Г'юїтт     | Томоко Сакімото    | Маріко Адачі        |

Фотогалерея з Тисауйвароша:

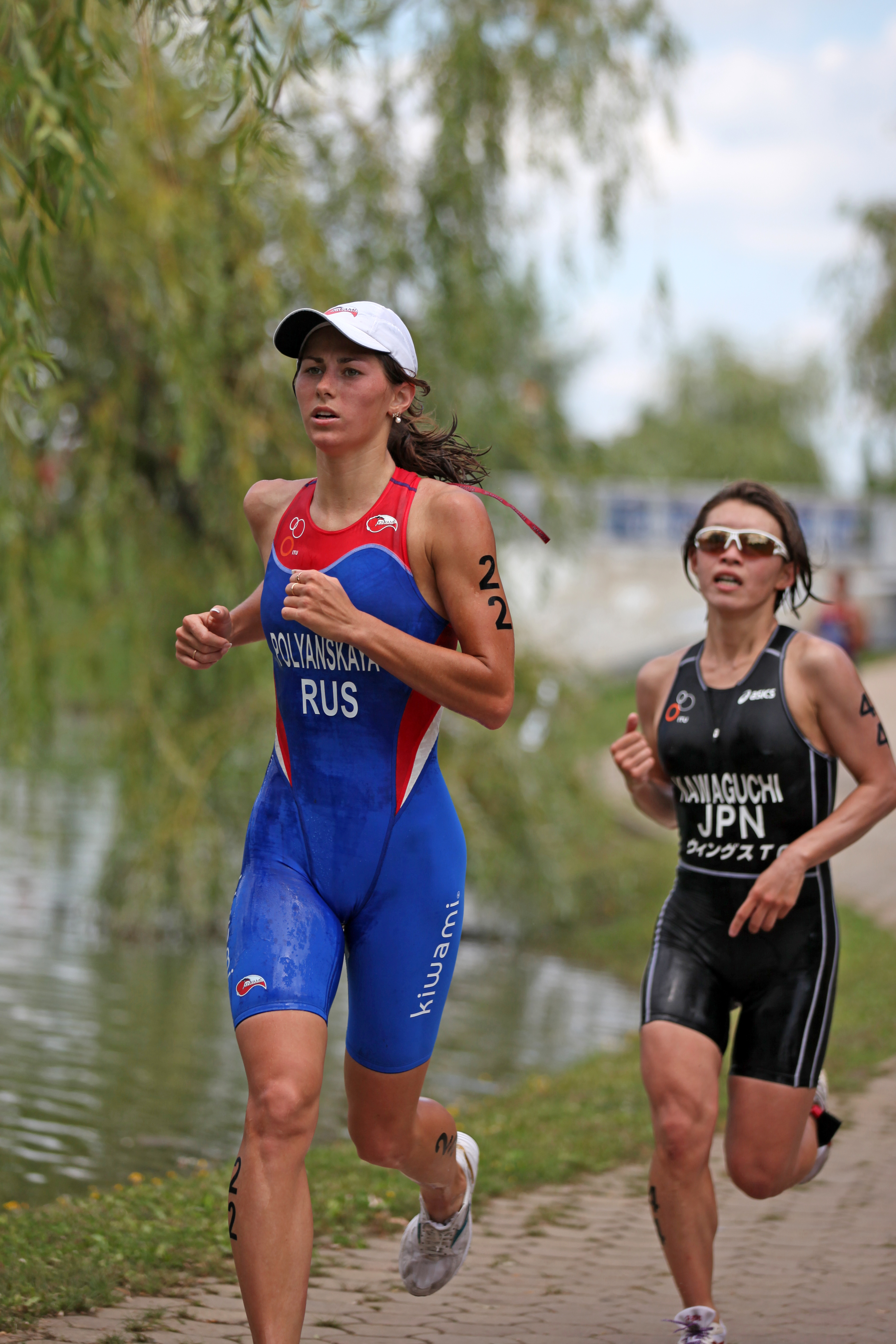
Зліва Анастасія Полянська.
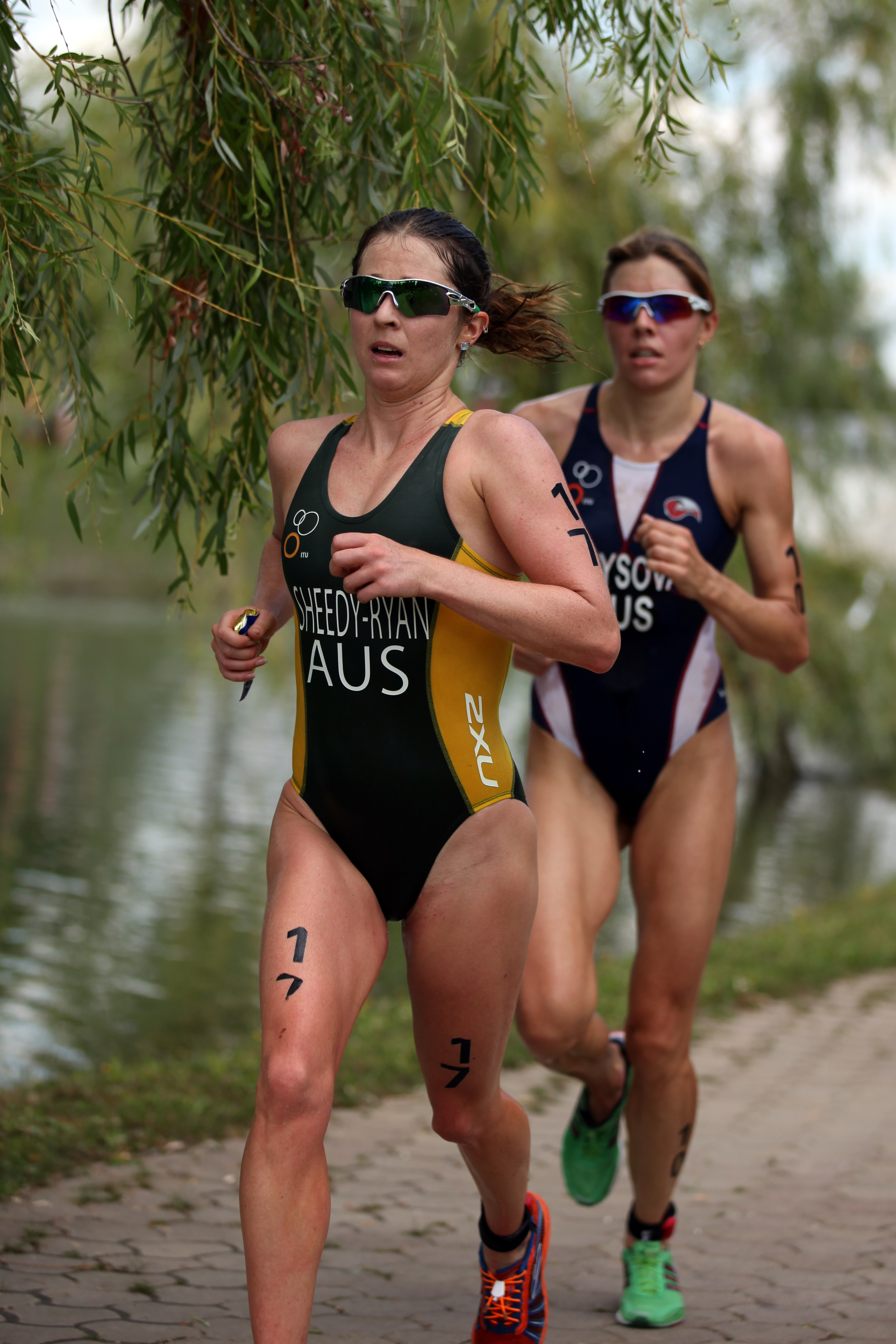
Фелісіті Шіді-Раян[en] і Ірина Абисова.
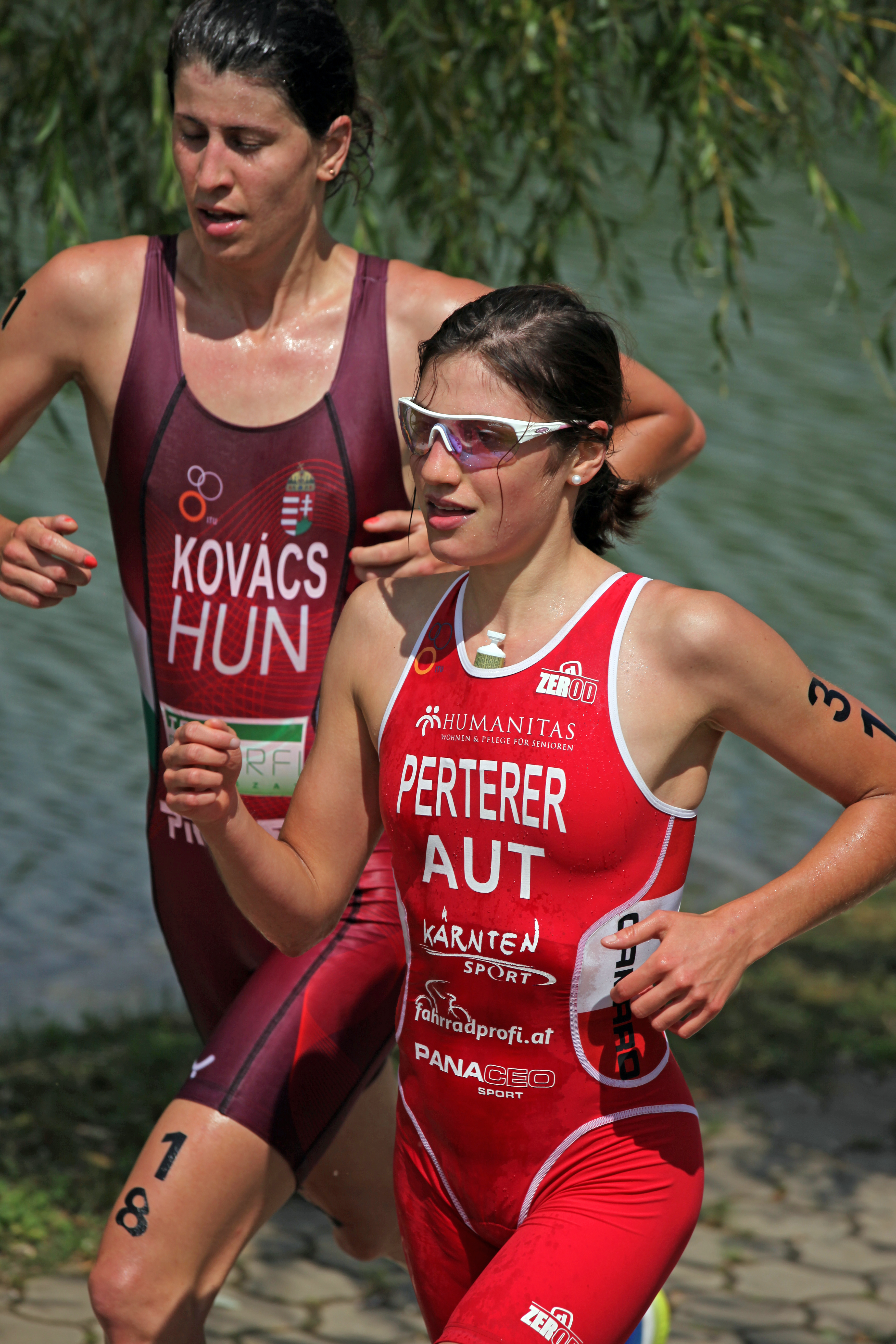
Софія Ковач і Ліза Пертерер.

## Учасники
Українські тріатлоністи брали участь у семи етапах з дев'яти:
| Місто       | Чоловіки                                 | Жінки                                         |
| ----------- | ---------------------------------------- | --------------------------------------------- |
| Мулулаба    | Олексій Сюткін (32) Андрій Глущенко (70) | Юлія Єлістратова (28) Олеся Пристайко         |
| Ішігакі     | Олексій Сюткін (29) Роман Король (60)    | Юлія Єлістратова (16) Олеся Пристайко (40)    |
| Монтеррей   | Данило Сапунов (7) Олексій Сюткін (51)   |                                               |
| Тисауйварош | Данило Сапунов (11)                      | Юлія Єлістротова (20) Анастасія Черненко (47) |
| Уатулько    | Данило Сапунов (19)                      |                                               |
| Тхоньєн     | Єгор Мартиненко (26)                     |                                               |
| Гуатапе     | Андрій Глущенко (41)                     |                                               |